# Gaskrise in Western Australia
Die Gaskrise in Western Australia entstand am 3. Juni 2008, als eine Erdgas-Pipeline auf Varanus Island im Bundesstaat Western Australia brach, und die Gasverarbeitungsanlage auf der Insel anschließend durch ein Feuer weitestgehend zerstört wurde und abgeschaltet werden musste. Infolgedessen fehlten ein Drittel des Gasvolumens in Western Australia und führten zu einer Gas-Versorgungskrise vor allem der Metallerzeugungsindustrie, die erst im Dezember 2008 beendet wurde.

## Anlagen

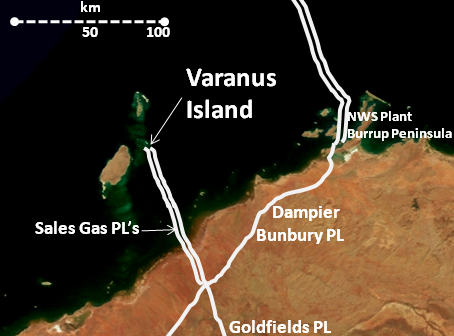
Lage von Varanus Island und Pipelines

Seit 1996 befinden sich auf der 83 Hektar großen Varanus Island, die etwa 70 km vor der Küste im Lowendal-Archipel liegt, fünf Gasverflüssigungsanlagen. Aus dem Erdgas, das von den Förderplattformen des Harriet-, East-Spar- und John-Brookes-Gasfeld im Lowendal-Archipel angeliefert wird, werden Wasser und vor allem Schwefelverbindungen und Kohlendioxid in großindustriellen Anlagen abgeschieden. Das dabei entstehende Flüssigerdgas wird in zwei unterseeischen Pipelines bis ans Festland geliefert, wo es in zwei Pipelines, in die Goldfield Gas Pipeline und Dampier to Bunbury Natural Gas Pipeline verteilt wird.
Die Anlagen auf der Insel wurden durch das Petroleum Pipelines Act 1969 in Western Australia genehmigt und die Sicherheits- und Arbeitsschutzregelungen unterliegen dem Department of Mines and Petroleum (DMP), in dessen Verantwortungsbereich die National Offshore Petroleum Safety Authority, eine australische Behörde, Kontrollfunktionen ausübt und Berichte erstellt.
Es wird auch Erdöl in geringerem Umfang als Erdgas im Lowendal-Archipel gefördert.

## Explosion
Als eine Gaspipeline im Übergang zwischen Küstengewässer und Gasverflüssigungsanlage brach, gab es eine Explosion, die die Anlage entzündete und sie schwer beschädigte. Innerhalb kürzester Zeit konnten alle etwa 152 Beschäftigten auf der kleinen Insel in Sicherheit gebracht werden; keiner wurde verletzt. Das Feuer zerstörte die Anlage, die daraufhin abgeschaltet wurde und dies führte zu einer Absenkung der Lieferung von Flüssiggas aus Western Australia um 35 %. Die Betreiberin der Anlage, die Apache Energy, die australische Tochter der Apache Corporation aus Houston, gab bekannt, dass es bis zur Wiederinbetriebnahme der Anlagen einige Monate dauern würde.

## Folgen

### Gaslieferung

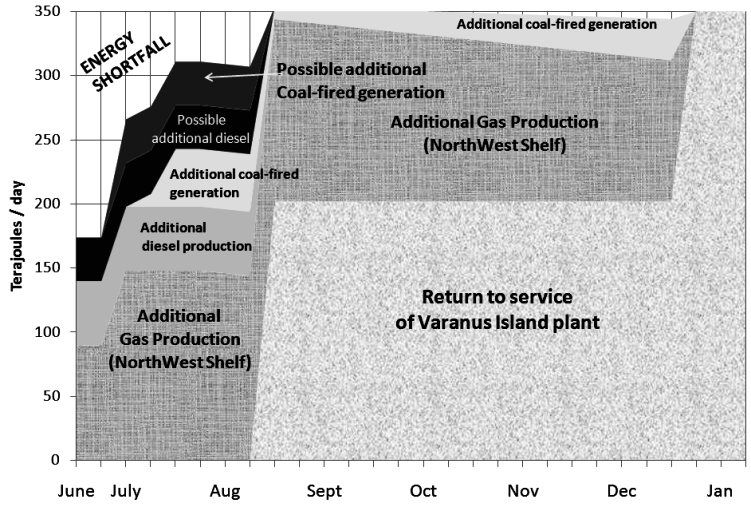
Grafische Darstellung des Notfallplans der Westaustralischen Regierung

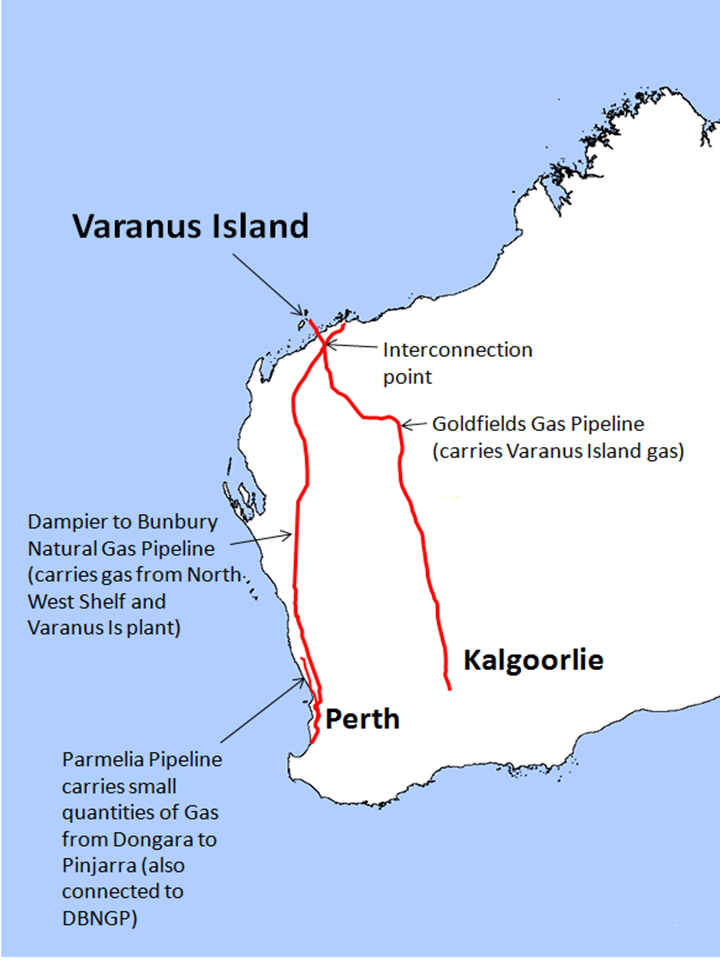
Varanus Island und die Infrastruktur der Gaspipelines

Die Anlagen auf Varanus Island produzieren 365 Terajoules Flüssigerdgas je Tag, das sind etwa 6 % des Flüssiggases des gesamten australischen Marktes. Das erzeugte Flüssiggas wurde vor allem an die Schwerindustrie und ein kleiner Teil an Stromerzeuger verkauft. 
Die Varanus-Anlagen bedienen mehr als 20 industrielle Großkunden, darunter die internationalen Großkonzerne BHP Billiton Ltd., Rio Tinto Group, Iluka Resources Ltd., Newmont Mining Corp. und Barrick Gold Corp. Monatelang übernahm die Dampier to Bunbury Natural Gas Pipeline zusätzliche Gaslieferungen in den Südwesten von Western Australia zur Absicherung der Industrieproduktion.
Bereits einen Tag nach der Explosion gab Apache Energy bekannt, dass ihr der Grund der Explosion bekannt sei und am 13. Juni begannen die ersten Arbeiten mit der Demontage zerstörter Anlagenteile. Am 6. August, nach zwei Monaten, lief die Produktion mit einem Volumen von 120 Terajoules am Tag wieder an. Mitte Oktober flossen zwei Drittel der vorhergehenden Kapazität und anschließend 85 % und erst im Dezember 2008 wieder 100 %.

### Wirtschaft
80 bis 90 % des Flüssigerdgases von Varanus Island werden von der Industrie verbraucht und die Restmenge für elektrische Energie. Die Folgen des Ausfalls an Gaslieferungen betraf vor allem die energieintensive australische Metallerzeugung von Eisen, Gold und Nickel. Die betroffenen Unternehmen konnten zunächst ihre Produktionszahlen nicht halten, schalteten jedoch kein Werk wegen der Gaskrise ab. Sie wichen auf alternative Energien, vor allem auf Diesel- und andere Gaslieferanten aus. Dies bedeutete höheren Aufwand und Kosten. Einige Unternehmen erklärten, dass sie Apache Energy in Haftung nehmen werden, falls sich herausstellen würde, dass diese den Ausfall an Energie zu vertreten habe.
Alternativ können die E-Werke, die mit Gas betrieben werden auch mit Diesel Strom erzeugen und obwohl der Umfang der Gaslieferungen von der Varanus-Insel an gasbetriebene E-Werke für Industriekunden gering war, fiel die Muja Power Station aus, die mit Gas Strom erzeugt. Das Werk ging erst wieder am 23. Juni 2008 ans Netz. Ein E-Werk bei Kwinana, das mit Kohle Strom erzeugt, war stillgelegt und wurde aufgrund der Situation wieder in Betrieb genommen und ging am 8. Juli 2008 ans Netz. 
Eine Untersuchung von 301 Mitgliedsbetrieben der Industrie- und Handelskammer am 18. Juni kam zu dem Ergebnis, dass möglicherweise 601 Beschäftigte von der minimierten Gaslieferung betroffen sein werden und dass 50 % der befragten Unternehmer äußerten, dass sie betroffen seien und 11 gaben an, dass sie wegen der Gaskrise ihren Betrieb eingestellt hätten.
Privathaushalte waren nicht unmittelbar von dem Versorgungsengpass betroffen, da sie nicht mit Gas der Varanus-Insel beliefert wurden. Allerdings kam es aufgrund der Gaskrise zu Gaspreissteigerungen für Privathaushalte.

## Politik
Der Premierminister von Western Australia Alan Carpenter erklärte am 8. Juni, dass der Energieverlust durch Gas von anderen Lieferanten und durch Kohle befeuerte E-Werke, die wieder ins Netz geschaltet werden, ausgeglichen werden kann. Ferner rief er in einer Fernseh- und Rundfunkübertragung dazu auf, dass Privathaushalte ihren Gasverbrauch zurückfahren sollten, damit die Industrie besser versorgt werden könne. Carpenter befürchtete, dass die Gas-Krise noch tiefer gehen würde und dass sie Auswirkungen auf das Geschäftsleben und das Beschäftigungsniveau habe. Der Sekretär der Gewerkschaften von Western Australia warnte davor, dass Arbeitskräfte im Bergbau-, Bauholz- und die Nahrungsmittelindustrie sowie im Dienstleistungs- und Transportgewerbe freigesetzt werden könnten.
Am 18. Juni gab der damalige australische Premierminister Kevin Rudd bekannt, dass Carpenter eine Koordinationsgruppe für Gaslieferungen mit Regierungsagenturen und mit Industrierepräsentanten zur Lösung der Energiekrise eingesetzt habe und er wies die Royal Australian Navy an, Diesellieferungen nach Western Australia von der Flottenbasis aus auf Garden Island durchzuführen, falls es zu Versorgungsengpässen kommen würde. Er beauftragte auch den Minister for Resources and Energy Martin Ferguson mit der Produktions- und dem Transportkontrolle von Öl und Erdgas zur Lösung der Krise.

## Untersuchungen
Den Vorfall untersuchten drei Kommissionen, die Technische Kommission der National Offshore Petroleum Safety Authority (NOPSA), eine Kommission des Westaustralischen Senats und eine weitere des Commonwealth von Australien.
Die NOPSA kam zu dem Ergebnis, dass der Bruch der Pipeline durch Korrosion verursacht wurde, weil ein ineffektiver Antikorrosionsschutz bestand, die Opferanoden an der Bruchstelle nicht optimal gewartet wurden und eine mangelnde Inspektion und Wartung im Übergang im Küstenbereich in der Trocken-Nass-Wechselzone erfolgte.
Die Senatskommission und die Oppositionsparteien kritisierten den von der westaustralischen Labor-Regierung zu vertretenden Gasplan, der trotz Gas-Pipelinebrüchen in den Jahren 2006 und im Frühjahr 2008 keine alternative Versorgungsplanung für Störfälle enthielt. Diese Kommission gab ferner bekannt, dass die Gaskrise für den Bundesstaat Western Australia ein Minus am Bruttosozialprodukt von AUS$ 2 Milliarden bedeutete."
Die vom Commonwealth beauftragte Untersuchungskommission stellte sich der Aufgabe, die Beziehungen zwischen dem Department of Industry and Resources und dem NOPSA auf der Gasverflüssigungsanlage auf der Varanus-Insel zu untersuchen und den betreffenden Ministerien zur Verfügung zu stellen, um daraus Konsequenzen zu ziehen.